# Clidemo
Clidemo (griego Kleidemos) o Clitademo fue un historiador y escritor ateniense de fines del siglo V a. C. y principios del siglo IV a. C., del que se tiene noticias por los Fragmente der griechischen Historiker (Fragmentos de los historiadores griegos) y porque es citado por Ateneo. Este autor le atribuye una obra titulada Exegetikós (Tratado exegético), que trataba sobre las ceremonias religiosas. De sus obras, de las que únicamente se conoce los títulos, la más importante es la titulada Atthis, recopilación de leyendas y tradiciones del Ática, muy estimada en su época por ser la primera en su género. Escribió, además, la Protogonia (sobre las antigüedades áticas), y otra obra titulada Nostoi.